# Marcel Hensema

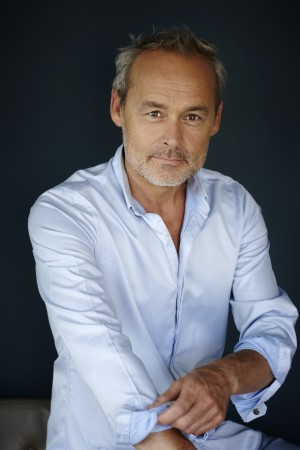
Marcel Hensema (2019)

Marcel Hensema (* 16. April 1970 in Winschoten, Provinz Groningen) ist ein niederländischer Theater- und Filmschauspieler. 

## Leben
Hensema absolvierte ein Schauspielstudium an der Theaterakademie Maastricht, das er 1995 abschloss. Seit dieser Zeit spielt er in Filmen, Fernsehserien und am niederländischen Theater. 2007 gewann er das Goldene Kalb für den besten Schauspieler für seine Rolle in dem Film Wild Romance sowie 2016 als bester Nebendarsteller für Knielen op een bed violen. Sporadisch tritt er in deutschen Produktionen auf.

## Filmografie (Auswahl)
- 1997: Karakter
- 2000: De geheime dienst (Miniserie, 8 Folgen)
- 2000–2003: Wet & Waan (Fernsehserie, 12 Folgen)
- 2001: Uitgesloten
- 2001: De grot
- 2004: Simon
- 2004: Der sechste Mai (06/05)
- 2005: Flirt
- 2006: Wild Romance
- 2008: Ausgerechnet Afrika
- 2010: Fuxia – Die Minihexe (Foeksia de Miniheks)
- 2010: Penoza (Fernsehserie, 8 Folgen)
- 2011: Sonny Boy – Eine Liebe in dunkler Zeit (Sonny Boy)
- 2011: Die Heineken Entführung
- 2012: Eine Frau verschwindet
- 2012: De Marathon
- 2012: Nick
- 2014: Kankerlijers
- 2014: Afscheid van de maan
- 2014–2020: Hollands Hoop (Fernsehserie, 24 Folgen)
- 2015: Bloed, Zweet & Tranen
- 2016: Die Tokioter Prozesse (Tokyo Trial, Miniserie, vier Folgen)
- 2016: Notruf Hafenkante (Fernsehserie, eine Folge)
- 2016: Knielen op een bed violen
- 2017: Der Tod und das Mädchen – Van Leeuwens dritter Fall
- 2019: Und wer nimmt den Hund?
- 2020: SOKO Köln (Fernsehserie, Folge Helena!)
- 2020: Goud
- 2021: Wir bleiben Freunde (Fernsehfilm)
- 2022: So laut du kannst
- 2024: Die Ermittlung